# 31453 Arnaudthiry
31453 Arnaudthiry este o planetă minoră (asteroid), cu un diametru de 4,066 km, din centura de asteroizi. A fost descoperită pe 14 februarie 1999 la centre de recherches en géodynamique et astrométrie⁠(d) de OCA-DLR Asteroid Survey⁠(d) și a fost numită după Arnaud Thiry⁠(d). 
Obiectul prezintă o orbită caracterizată de o semiaxă mare de 2,8036338 UAi, o excentricitate de 0,18, o înclinație de 8,8179 ° în raport cu ecliptica.